# Козьневиці
Козьневиці (пол. Koźniewice) — село в Польщі, у гміні Каменськ Радомщанського повіту Лодзинського воєводства.
Населення — 245 осіб (2011).
У 1975-1998 роках село належало до Пйотрковського воєводства.

## Демографія
Демографічна структура станом на 31 березня 2011 року:
|          | Загалом | Допрацездатний вік | Працездатний вік | Постпрацездатний вік |
| -------- | ------- | ------------------ | ---------------- | -------------------- |
| Чоловіки | 132     | 33                 | 77               | 22                   |
| Жінки    | 113     | 14                 | 60               | 39                   |
| Разом    | 245     | 47                 | 137              | 61                   |